# Artemia
Artemia es un género de crustáceos branquiópodos. Es el único género de la familia Artemiidae del orden Anostraca. Son conocidos vulgarmente como artemias. Habitan en aguas salobres y apenas han evolucionado en su morfología desde el Triásico.[cita requerida]
El registro histórico de la existencia de Artemia se remonta al año 982 en el lago Urmia (Irán), aunque el primer registro inequívoco es el informe ilustrado de Schlösser en 1756 de unos ejemplares de Lymington (Inglaterra). Existen poblaciones de Artemia en aguas continentales saladas de todo el mundo, pero no en los océanos. Artemia es capaz de evitar a la mayoría de depredadores potenciales, como los peces, por su capacidad de vivir en aguas de salinidad muy alta, de hasta 250 ‰. (Compárese con el 35 por mil que tienen, de media, las aguas oceánicas y de mares abiertos).

## Descripción
Existen muchas especies de artemias, las más conocidas son Artemia franciscana y Artemia salina, siendo el nombre de esta última el utilizado erróneamente por algunas personas para referirse a las artemias en general y sobre todo a la especie que se comercializa a nivel mundial que es Artemia franciscana.
Las artemias adultas usualmente miden entre 1 y 1,45 centímetros, sin embargo, algunas especies Artemia parthenogenetica pueden medir unos 3 mm, según la edad y las condiciones ambientales. En general, cuanto mayor concentración salina exista en las aguas donde habita, menor es su tamaño. Los machos tienen en la cabeza unas estructuras que sobresalen y que sirven para sujetar a la hembra durante el apareamiento; su vida suele ser más corta que la de las hembras. Las hembras tienen unas antenas sencillas.

## Distribución geográfica
Hay varios casos de endemismo entre las artemias, como puede ser el caso de la Artemia monica, que se encuentra únicamente en el lago Mono de California o la Artemia persimili de la Patagonia Chile-Argentina. Por el contrario la Artemia franciscana actualmente vive en todos los continentes a excepción de la Antártida, aunque fue originaria de América. La Artemia tunisiana se encuentra en lugares de Europa y Asia.

## Hábitat
Habitualmente se encuentran en ríos salinos con hasta 330 gramos de sal por litro o en lagos endorreicos, como Artemia salina en el mar Caspio. Nunca en mares u océanos. Al residir en estos lugares, evita a sus depredadores, especialmente peces y sus poblaciones suelen ser muy abundantes.
Para tolerar la salinidad, cuentan con sistemas para regular la presión osmótica y aumentan la síntesis de hemoglobina, para soportar bajos niveles de oxígeno.
Las artemias tienen fototropismo positivo, como las plantas, sienten atracción hacia la luz.

## Alimentación
Sus apéndices torácicos llamados filópodos, además de para nadar, les sirven para crear corrientes de agua, que filtran para encontrar alimentos disueltos como algas unicelulares, (Dunaliella, Tetrahedron, Chaetoceros), rotiferos, detritos, aunque no realizan filtrado selectivo.

## Reproducción
Su reproducción es o por partenogénesis o sexual dependiendo de la hostilidad del medio y la especie. Su progenie puede darse en forma ovovivípara y ovípara, siendo llamados sus huevos quistes.
Cuando aumenta la salinidad del agua o existe escasez de comida suele darse la reproducción ovípara, pudiendo en este caso resistir la deshidratación durante años y temperaturas de entre -273 °C y 65 °C debido a que los embriones se encuentran en un estado de diapausa.
Los quistes están rodeados por una sustancia llamada corion que los protege del exterior. Las larvas de artemia se llaman nauplios.
Los quistes son transportados por el viento, aves u otros animales y si alcanzan zonas donde se den las condiciones adecuadas, salen de su letargo.

## Usos
La artemia (generalmente Artemia franciscana) se emplea en acuicultura y acuariofilia, debido a su alto valor nutricional y en particular como una excelente fuente de proteínas para peces, invertebrados, anfibios e incluso algunos reptiles. Se comercializa en forma de quistes deshidratados, ya sea enteros, o descapsulados (aquellos a los que se les ha desprendido el corion o capa exterior). Sin embargo, en España, México y Perú es posible encontrar artemias en estado vivo, en algunas tiendas de animales o en centros o laboratorios dedicados a su cultivo

## Lista de especies
Hay descriptas diez especies de Artemia
- Artemia franciscana - Norteamérica, Caribe, Islas del Pacífico, Australia.
- Artemia gracilis - América.
- Artemia monica - California.
- Artemia persimilis - Patagonia CHILE-Argentina.
- Artemia salina - En todos los continentes excepto Antártida.
- Artemia sinica - Asia Central, China.
- Artemia tibetiana - Tíbet, China.
- Artemia tunisiana - Europa, Norte de África.
- Artemia urmiana - Irán.
- poblaciones partenogenéticas - Europa, África, Asia, Australia.